# Johan Georg Schwartze

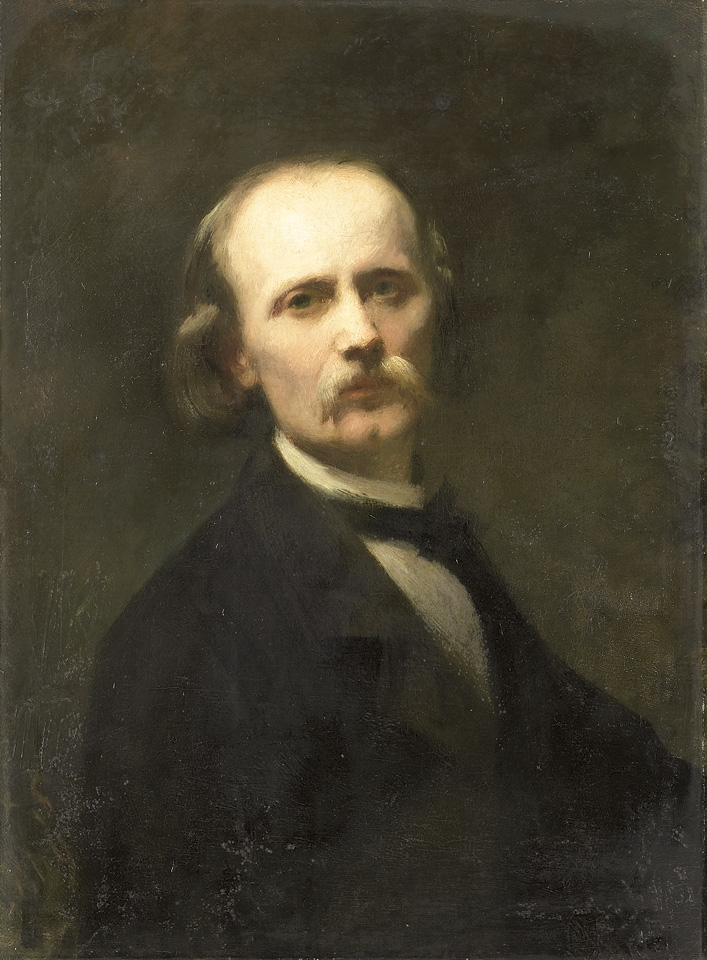
Johan Georg Schwartze, självporträtt.

Johan Georg Schwartze, född den 14 oktober 1814, död den 27 augusti 1874 i Amsterdam, var en holländsk målare, far till Thérèse Schwartze. 
Schwartze fick sin utbildning i Tyskland, var elev av Leutze, senare av Lessing, Schadow med flera i Düsseldorf, men var främst verksam i Amsterdam. Av hans arbeten, som ofta är tillkomna i omedelbar anslutning till Rembrandts konst, märks Bönen (museet i Amsterdam), Puritansk gudstjänst (1858) och Michelangelo vid Vittoria Colonnas lik.